# Aploneura lentisci
Aploneura lentisci är en insektsart. Aploneura lentisci ingår i släktet Aploneura och familjen långrörsbladlöss. Inga underarter finns listade i Catalogue of Life.

## Bildgalleri

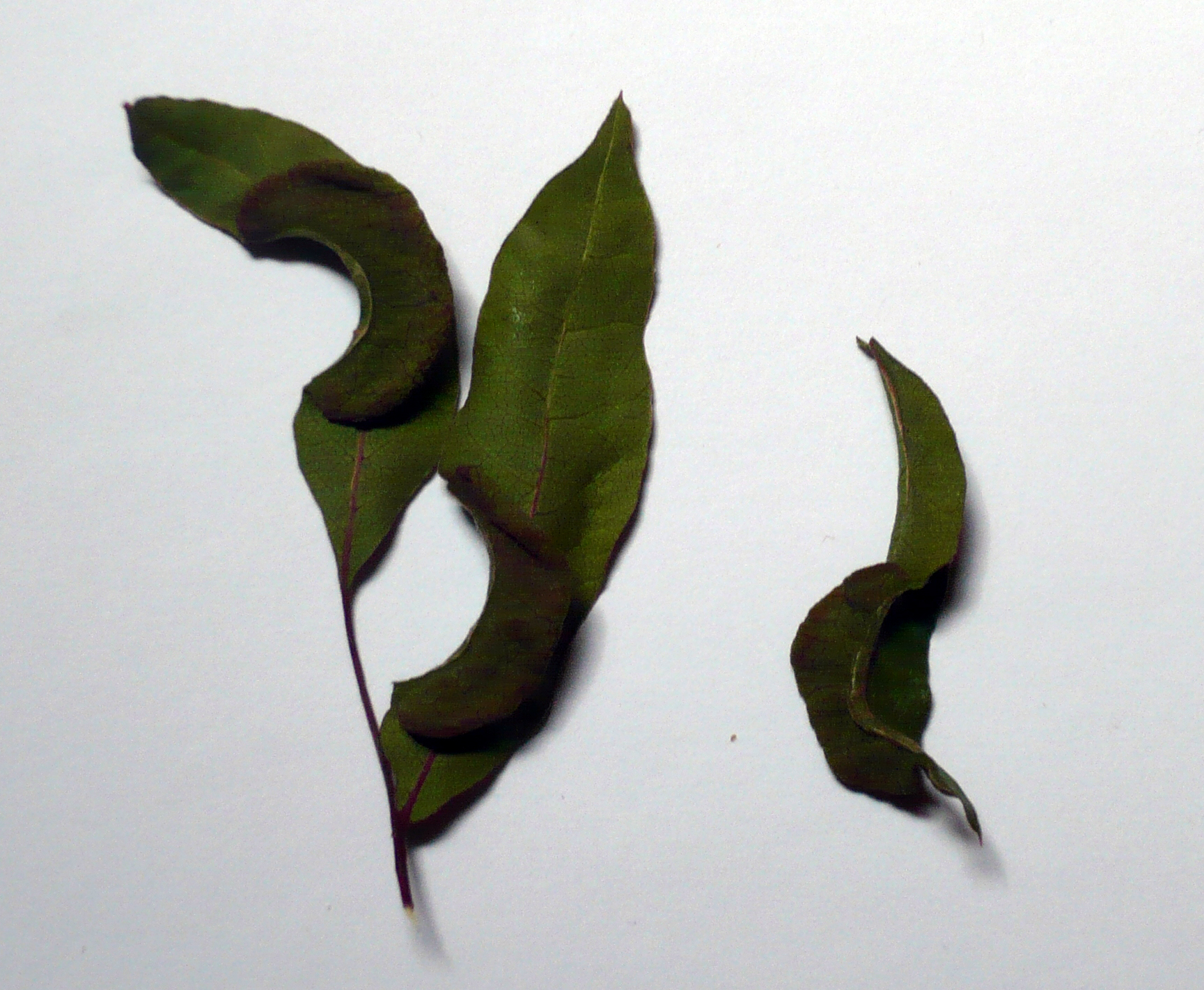